# Baby Blues (film américain, 2008)
Pour les articles homonymes, voir Baby Blues.
Pour plus de détails, voir Fiche technique et Distribution.
Baby Blues est un film américain de Lars Jacobson et Amardeep Kaleka, sorti en 2008.

## Fiche technique
- Titre français : Baby Blues
- Réalisation : Lars Jacobson et Amardeep Kaleka
- Scénario : Lars Jacobson
- Photographie : Matthew MacCarthy
- Musique : Michael Filimowicz
- Production : Pete Ballard, Zackary Canepari, Heather Howard, Lars Jacobson, Amardeep Kaleka, Q. Manning, Angel Maynard, Andrew Meyer, Mindy Rose et Chuck Sloan
- Pays d'origine : États-Unis
- Format : Couleurs - 1,78:1
- Genre : horreur
- Durée : 85 minutes
- Date de sortie : 2008

## Distribution
- Colleen Porch : Mom
- Aiden Kersh : Baby Nathan
- Ridge Canipe : Jimmy
- Sean Johnson : Jake
- Holden Thomas Maynard : Sammy
- Kali Majors : Cathy
- Joel Bryant : Dad